# Dorothee Schlenke
Dorothee Schlenke (* 1961 in Marburg) ist eine deutsche evangelische Theologin und Religionspädagogin.

## Leben
Nach dem Abitur 1980 am Martin-Luther-Gymnasium in Rimbach/Odenwald studierte sie von 1981 bis 1990 evangelischen Theologie, Philosophie und neuere deutsche Literaturwissenschaft an der Kirchlichen Hochschule Bethel/Bielefeld und den Universitäten München und Mainz. Nach dem 1. theologischen Examen 1987 (Ev. Kirche in Hessen und Nassau/EKHN) und dem 2. theologischen Examen  1994 (ELKB), der Ordination 1995 und der Promotion 1996 (Dr. theol./Universität Mainz) ist sie seit 2000 Professorin für Evangelische Theologie/Religionspädagogik (Schwerpunkt: Systematische Theologie) an der PH Freiburg.
Ihre Forschungsschwerpunkte sind systematisch-theologische Gegenwartsfragen, neuere Theologiegeschichte, Bildung und Religion, theologische Genderforschung, konfessionelle Kooperation und interreligiöser Diskurs.

## Schriften (Auswahl)
- „Geist und Gemeinschaft“. Die systematische Bedeutung der Pneumatologie für Friedrich Schleiermachers Theorie der christlichen Frömmigkeit. de Gruyter, Berlin 1999, ISBN 3-11-015720-9.
- mit Elisabeth Gräb-Schmidt, Matthias Heesch, Friedrich Lohmann und Christoph Seibert (Hg.): Leibhaftes Personsein. Theologische und interdisziplinäre Perspektiven. Festschrift für Eilert Herms zum 75. Geburtstag. Evangelische Verlagsanstalt, Leipzig 2015, ISBN 3-374-04306-2.
- Normativität und Geschichte. München 1986 (unveröffentlicht).